# Rhene tamula
Rhene tamula är en spindelart som beskrevs av Karsch 1879. Rhene tamula ingår i släktet Rhene och familjen hoppspindlar. Inga underarter finns listade i Catalogue of Life.